# Niegardów (gromada)
Niegardów – dawna gromada, czyli najmniejsza jednostka podziału terytorialnego Polskiej Rzeczypospolitej Ludowej w latach 1954–1972.
Gromady, z gromadzkimi radami narodowymi (GRN) jako organami władzy najniższego stopnia na wsi, funkcjonowały od reformy reorganizującej administrację wiejską przeprowadzonej jesienią 1954 do momentu ich zniesienia z dniem 1 stycznia 1973, tym samym wypierając organizację gminną w latach 1954–1972.
Gromadę Niegardów z siedzibą GRN w Niegardowie Wysiółku utworzono – jako jedną z 8759 gromad na obszarze Polski – w powiecie miechowskim w woj. krakowskim, na mocy uchwały nr 24/IV/54 WRN w Krakowie z dnia 6 października 1954. W skład jednostki weszły obszary dotychczasowych gromad Niegardów Wysiółek, Niegardów Kolonia, Gnatowice, Muniaczkowice, Piotrkowice Wielkie i Przesławice ze zniesionej gminy Koniusza oraz Dalewice ze zniesionej gminy Łętkowice w tymże powiecie. Dla gromady ustalono 23 członków gromadzkiej rady narodowej.
13 listopada 1954 (z mocą od 1 października 1954) gromada weszła w skład nowo utworzonego powiatu proszowickiego.
Gromada przetrwała do końca 1972 roku, czyli do kolejnej reformy gminnej. 1 stycznia 1973 utworzono gminę Niegardów.